# Sejm piotrkowski 1501
Sejm piotrkowski 1501 – Sejm walny Korony Królestwa Polskiego został zwołany ok. listopada  1500 roku, na 25 stycznia 1501 roku do Piotrkowa.
Sejmiki przedsejmowe w województwach  odbyły się 1 stycznia 1501 roku. Obrady sejmu trwały od początku lutego do początku marca 1501 roku.